# Episodi di Hemlock Grove (prima stagione)
La prima stagione della serie televisiva Hemlock Grove è stata interamente resa disponibile sul servizio di streaming on demand Netflix il 19 aprile 2013.
In Italia la serie è trasmessa dall'8 gennaio 2015 su Mya, canale della piattaforma Mediaset Premium. Dal 25 giugno 2015 è trasmessa su La5.
| nº | Titolo originale            | Titolo italiano            | Pubblicazione USA | Prima TV Italia  |
| -- | --------------------------- | -------------------------- | ----------------- | ---------------- |
| 1  | Jellyfish in the Sky        | Il mio vicino              | 19 aprile 2013    | 8 gennaio 2015   |
| 2  | The Angel                   | L'angelo                   | 19 aprile 2013    | 8 gennaio 2015   |
| 3  | The Order of the Dragon     | L'ordine del drago         | 19 aprile 2013    | 15 gennaio 2015  |
| 4  | In Poor Taste               | Di cattivo gusto           | 19 aprile 2013    | 15 gennaio 2015  |
| 5  | Hello Handsome              | Il segreto                 | 19 aprile 2013    | 22 gennaio 2015  |
| 6  | The Crucible                | La prova del fuoco         | 19 aprile 2013    | 22 gennaio 2015  |
| 7  | Measure of Disorder         | Fuori controllo            | 19 aprile 2013    | 29 gennaio 2015  |
| 8  | Catabasis                   | Discesa agli inferi        | 19 aprile 2013    | 29 gennaio 2015  |
| 9  | What Peter Can Live Without | Peter non può farne a meno | 19 aprile 2013    | 5 febbraio 2015  |
| 10 | What God Wants              | La cattura                 | 19 aprile 2013    | 5 febbraio 2015  |
| 11 | Price                       | Il prezzo                  | 19 aprile 2013    | 12 febbraio 2015 |
| 12 | Children of the Night       | Figli della notte          | 19 aprile 2013    | 12 febbraio 2015 |
| 13 | Birth                       | Il parto                   | 19 aprile 2013    | 19 febbraio 2015 |

## Il mio vicino
- Titolo originale: Jellyfish in the Sky
- Diretto da: Eli Roth
- Scritto da: Brian McGreevy, Lee Shipman

### Trama
Luna Piena di Settembre.
Brooke Bluebell, cheerleader di Hemlock Grove, viene uccisa nei pressi dell'ex-acciaieria Godfrey da un animale molto grosso.
Tre mesi prima Peter Rumancek e la madre Lynda, zingari, si trasferiscono a Hemlock Grove. Peter fa la conoscenza di Christina Wendell, quattordicenne provetta scrittrice che pensa che lui sia un licantropo; cosa in realtà vera. Roman Godfrey, rampollo della famiglia Godfrey è un ragazzo viziato, alcolista e sessualmente malato che vive in un rapporto conflittuale con la misteriosa madre Olivia.
Il giorno prima della morte di Brooke Peter fa la conoscenza di Roman e riconosce in lui un Upir. Christina e Peter litigano poiché lei sta dicendo in giro che Peter sia un licantropo. Peter nota anche Shelley, la sorella deforme di Roman di cui tutti hanno timore. Alla sera Roman porta Letha, la figlia di suo zio Norman (che tradisce la moglie con Olivia), ad un parco divertimenti. Lynda mette in guardia Peter sugli Upir. Nel  frattempo Brooke viene uccisa. Tom Sworn, lo sceriffo, trova il cadavere e lo porta con Norman dal dottor Pryce per farlo analizzare, ma non ottengono grossi risultati. A scuola tutti temono Peter. Alla sera sia Roman sia lui vanno sulla scena del crimine per investigare. Visto Peter, Roman lo accusa dell'omicidio.
- Altri interpreti: Paul Popowich (JR Godfrey), Lorenza Izzo (Brooke Bluebell), Eliana Jones e Emilia McCarthy (Alexa e Alyssa Sworn)

## L'angelo
- Titolo originale: The Angel
- Diretto da: Deran Sarafian
- Scritto da: Brian McGreevy, Lee Shipman

### Trama
Letha rivela alla famiglia ed al cugino Roman di aspettare un bambino, affermando che il padre è in realtà un angelo. Il padre vede come unica soluzione l’aborto, rifiutato invece dalla figlia. Intanto Peter decide di fidarsi di Roman trasformandosi in lupo mannaro davanti a lui. La sera successiva, Roman e Letha trovano in mezzo alla strada un uomo, Pullman, il quale sarà curato dal padre della ragazza.
- Altri interpreti: Eliana Jones e Emilia McCarthy (Alexa e Alyssa Sworn)

## L'ordine del drago
- Titolo originale: The Order of the Dragon
- Diretto da: Deran Sarafian
- Scritto da: Brian McGreevy, Lee Shipman

### Trama
Christina rinviene nel bosco una vittima della bestia che sta terrorizzando Hemlock Grove. Ad aiutare la polizia nell’indagine, interviene la dottoressa Chasseur, un’esperta nel cercare tracce animali. Peter, finito da subito nel mirino, decide di fermare con l’aiuto di Roman, il vero colpevole dei delitti, probabilmente un Valgulf, un lupo impazzito. Nel frattempo Pullman rivela a Norman che, oltre ad avere le visioni sulle morti delle ragazze, ha visto là creatura che sta crescendo nel grembo di Letha.